# Малі Карели (присілок)
Малі Карели (рос. Малые Карелы) — присілок в Приморському районі Архангельської області Російської Федерації.
Населення становить 33 особи. Входить до складу муніципального утворення Уемське поселення.

## Історія
Від 2004 року входить до складу муніципального утворення Уемське поселення.

## Населення
| 2002 | 2010 | 2012 |
| ---- | ---- | ---- |
| 42   | ↘30  | ↗33  |